# 表白

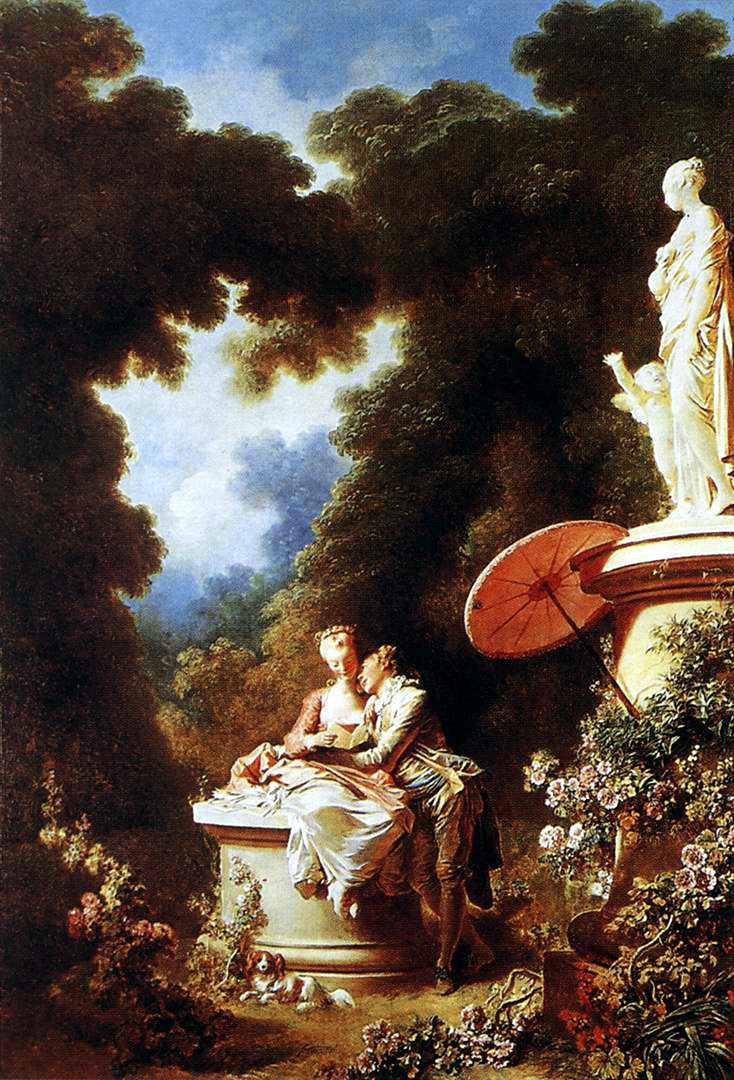
让-奥诺雷·弗拉戈纳尔的愛的告白，描繪了深藏到這一點心情之告白情感的主題.

表白，或稱告白（confession），原意為向他人坦誠陳述自己內心的秘密或想法。由於日本文化中，向心儀的對象表达爱意的行動亦稱為“告白”，因此告白一詞常等同為示愛，在这种情况下通常被认为是建立恋爱关系的方式。
表白可以通过各种方式，如当面表达、写情书等。隨著近年社群媒體的發達，也有以傳送短訊表達愛意。

## 外部鏈接
- wikiHow - 如何向人表白
- wikiHow - 如何向暗恋对象表白